# Campeonato Carioca de Futebol de 1962
O Campeonato Carioca de Futebol de 1962 foi a 64.ª edição do torneio, conquistado pelo Botafogo quando a equipe derrotou o Flamengo no Maracanã por 3-0 com atuação inspirada de Garrincha - considerado o maior jogo de sua carreira. Além do Título Estadual, o Botafogo conquistou a Taça Líder (honorífica) que foi instituída pela FMF pela hegemonia por ter conquistado os Títulos de 1957, 1961 e 1962

## Jogo do título
BOTAFOGO 3 x 0 FLAMENGO
Data: 15 / 12 / 1962
Local: Maracanã (Rio de Janeiro)
Público: 158.994 (147.043 pagantes)
Árbitro: Armando Marques
Gols: 1° tempo: Botafogo 2 a 0, Garrincha e Vanderlei (contra);
Final: Botafogo 3 a 0, Garrincha
Botafogo: Manga, Paulistinha, Jadir, Nílton Santos e Rildo; Ayrton e Édison; Garrincha, Quarentinha, Amarildo e Zagallo. Técnico: Marinho Rodrigues.
Flamengo: Fernando, Joubert, Vanderlei, Décio Crespo e Jordan; Carlinhos e Nelsinho; Espanhol, Henrique, Dida e Gérson. Técnico: Flávio Costa.
Obs: Dida e Paulistinha foram expulsos.
Fonte: Jornal dos Sports de 16-12 e 28 de dezembro de 1962.

## Classificação final
| Classificação | Classificação | Classificação | Classificação | Classificação | Classificação | Classificação | Classificação | Classificação | Classificação |
| Pos           | Time          | PG            | J             | V             | E             | D             | GP            | GS            | SG            |
| ------------- | ------------- | ------------- | ------------- | ------------- | ------------- | ------------- | ------------- | ------------- | ------------- |
| 1             | Botafogo      | 39            | 24            | 17            | 5             | 2             | 49            | 14            | +35           |
| 2             | Flamengo      | 38            | 24            | 18            | 2             | 4             | 57            | 15            | +42           |
| 3             | Fluminense    | 36            | 24            | 17            | 2             | 5             | 47            | 15            | +32           |
| 4             | Vasco da Gama | 35            | 24            | 15            | 5             | 4             | 51            | 19            | +32           |
| 5             | Bangu         | 30            | 24            | 12            | 6             | 6             | 37            | 25            | +12           |
| 6             | Olaria        | 27            | 24            | 10            | 7             | 7             | 36            | 24            | +12           |
| 7             | America       | 24            | 24            | 8             | 8             | 8             | 33            | 35            | -2            |
| 8             | Bonsucesso    | 21            | 24            | 9             | 3             | 12            | 32            | 43            | -11           |
| 9             | Campo Grande  | 17            | 24            | 5             | 7             | 12            | 28            | 48            | -20           |
| 9             | São Cristóvão | 17            | 24            | 6             | 5             | 13            | 32            | 46            | -14           |
| 11            | Portuguesa    | 12            | 24            | 3             | 6             | 15            | 13            | 50            | -37           |
| 12            | Madureira     | 10            | 24            | 2             | 6             | 16            | 12            | 50            | -38           |
| 13            | Canto do Rio  | 6             | 24            | 0             | 6             | 18            | 10            | 53            | -43           |

## Resultados do campeão
PRIMEIRO TURNO
- 01/07 - Botafogo  0x1 Campo Grande
- 08/07 - Botafogo  1x0  Bonsucesso
- 15/07 - Botafogo  2x0  Portuguesa
- 22/07 - Botafogo  2x2  Olaria
- 29/07 - Botafogo  0x0  Bangu
- 04/08 - Botafogo  0x1  Vasco da Gama
- 08/08 - Botafogo  4x0  Madureira
- 20/08 - Botafogo  2x0  Canto do Rio
- 02/09 - Botafogo  5x2  São Cristovão
- 07/09 - Botafogo  1x0  América
- 15/09 - Botafogo  2x0  Fluminense
- 23/09 - Botafogo  3x1  Flamengo

SEGUNDO TURNO
- 28/09 - Botafogo  2x0  Campo Grande
- 06/10 - Botafogo  4x1  Bonsucesso
- 09/10 - Botafogo  2x1  Portuguesa
- 20/10 - Botafogo  2x0  Olaria
- 27/10 - Botafogo  1x1  Bangu
- 04/11 - Botafogo  1x1  Vasco da Gama
- 14/11 - Botafogo  6x1  Madureira
- 18/11 - Botafogo  2x1  Canto do Rio
- 25/11 - Botafogo  0x0  São Cristovão
- 04/12 - Botafogo  3x1  América
- 08/12 - Botafogo  1x0  Fluminense
- 15/12 - Botafogo  3x0  Flamengo